# Vladimir Jankélévitch
Vladimir Jankélévitch (Bourges, 31 agosto 1903 – Parigi, 6 giugno 1985) è stato un filosofo e musicologo francese.
Insegnò all'Istituto francese di Praga e all'Università di Tolosa e di Lilla, oltre che alla Sorbona di Parigi.

## Biografia
Vladimir Jankélévitch nasce in una famiglia di ebrei russi immigrati in Francia. Dal 1938 al 1951 alla Università di Lille I, dal 1951 al 1977 fu titolare della cattedra di Filosofia Morale alla Sorbona.
Oltre che filosofo, era esperto di musica e pianista. Nel 1944 diresse i programmi musicali di Radio-Toulouse Pyrénées. Durante la Seconda guerra mondiale partecipò attivamente alla Resistenza; in seguito si dedicò con passione alla causa di Israele e alla difesa delle minoranze.
Nel '65 sostenne su Le Figaro Littéraire che Heidegger avesse magnificato in un suo discorso l'attacco tedesco alla Russia; contro questa posizione polemizzò François Fédier, professore di filosofia a Neuilly.
Nel maggio 1968 fu tra i pochi professori francesi a partecipare alla contestazione studentesca.

## Il pensiero
La sua filosofia si sviluppa attorno ad alcuni nuclei tematici che, refrattari all'elaborazione concettuale, sono centrali nell'esistenza di ognuno: il tempo, l'amore, la morte. Nel divenire irreversibile di derivazione bergsoniana (la sua monografia su Henri Bergson uscita in prima edizione nel 1931 è considerata il testo più geniale su Bergson insieme a quello di Gilles Deleuze), egli innesta un'originale filosofia dell'istante, come cesura radicale di portata rivoluzionaria. Il tempo come istante è occasione di creazione conoscitiva, morale, e artistica. La morte è nel suo pensiero qualcosa che esclude ogni forma di pensabilità e comprensibilità, e che al contempo è presupposto necessario alla vita stessa ("La morte è un vuoto che si spalanca all'improvviso nella pienezza della continuità. La morte è per eccellenza l'ordine straordinario"). Per quanto riguarda l'amore, esso assume il ruolo di orizzonte di senso dell'intera esistenza umana, che ha il suo significato e il suo orientamento nell'estroversione verso l'altro, centro di un'etica di cui l'amore è il perno fondamentale. 
Jankélévitch fu anche un raffinato pianista e musicologo. La musica mima l'irreversibilità del tempo, e contemporaneamente ne poetizza lo scorrere attraverso la ripetizione; nell'esprimere sé stessa in maniera intraducibile, la musica riproduce i paradossi dei nuclei più importanti della sua riflessione filosofica.
Le sue lezioni alla Sorbona ebbero un notevole successo, dovuto anche al suo carisma e alla sua personalità. I suoi scritti riprendono lo stile di queste lezioni, ricco di divagazioni baroccheggianti, di impennate poetiche e di mutamenti di prospettive e punti di vista. Tale cifra stilistica esprime il rifiuto (ancorché mai teorizzato per non cadere in una nuova teoria) della compattezza teorica e strutturale proprie di tutte le filosofie concettualistiche. Egli si è sforzato in qualche modo di riprodurre attraverso i suoi testi il carattere multiforme e plurivoco della realtà, quello stesso cambiamento continuo che caratterizzava le sue musiche preferite.

## Le opere

### Filosofia
- Henri Bergson (1931, 1959), tr. Henri Bergson, Morcelliana, Brescia 1991 ISBN 8837214480
- La mauvaise conscience (1933, 1966), a cura di Domenica Discipio, La cattiva coscienza, Dedalo, Bari 2000 ISBN 8822002113
- L'Odyssée de la conscience dans la dernière philosophie de Schelling (1933)
- L'Ironie ou la bonne conscience (1936, 1964), a cura di Fernanda Canepa, L'ironia, Il Melangolo, Genova 1988 ISBN 8870183289 ISBN 8870180409
- L'Alternative (1938)
- De mensogne (1942), tr. Marco Motto, La menzogna e il malinteso, Raffaello Cortina, Milano 2000 ISBN 8870786234
- Le Mal (1947), tr. Fernanda Canepa, Il male, prefazione di Roberto Peccenini, Marietti, Genova 2003 ISBN 8821186865
- Traité des vertus (1949, 1968-70), tr. Elina Klersy Imberciadori, Trattato delle virtù, scelta a cura di Francesco Alberoni, introduzione di Robert Maggiori, Garzanti, Milano 1987 ISBN 8811674557
- Philosophie première. Introduction à une philosophie du Presque (1953), tr. Francesco Fogliotti, Filosofia prima. Introduzione a una filosofia del Quasi, con un saggio introduttivo di Lucio Saviani, Moretti & Vitali, Bergamo 2020 ISBN  8871867866
- L'austérité et la vie morale (1956)
- Le Je-ne-sais-quoi et le Presque-rien (1957, 1980), tr. Carlo Alberto Bonadies, Il non-so-che e il quasi niente, Marietti, Genova 1987 ISBN 882118630X
- Le Pur et l'Impur (1960)
- L'Aventure, l'Ennui, le Sérieux (1963), tr. Carlo Alberto Bonadies, L'avventura, la noia, la serietà, Marietti, Genova 1991 ISBN 8821186601
- Cours de philosophie morale (2006 ma 1962-63), a cura di Françoise Schwab, ed. it. a cura di Antonio Delogu, Corso di filosofia morale: appunti raccolti alla Libera università di Bruxelles, Raffaello Cortina, Milano, 2007 ISBN 9788860301147
- La Mort (1966), a cura di Enrica Lisciani Petrini, tr. Valeria Zini, La morte, Einaudi, Torino 2009 ISBN 9788806195366
- Le Pardon (1967), tr. Liana Aurigemma, Il perdono, IPL, Milano 1969
- Pardonner? (1971), tr. Daniel Vogelmann, Perdonare?, Giuntina, Firenze 1987 ISBN 8885943322
- L'Irreversible et la Nostalgie (1974)
- Quelque part dans l'inachevé (1978), con Béatrice Berlowitz, a cura di Enrica Lisciani Petrini, tr. Valeria Zini, Da qualche parte nell'incompiuto, Einaudi, Torino 2012 EAN: 9788806208363
- Le Paradoxe de la morale (1981), tr. Ruggero Guarini, Il paradosso della morale, Hopefulmonster, Firenze 1986 ISBN 8877570032
- Sources (1984), tr. parziale di Daniel Vogelmann, La coscienza ebraica, Giuntina, Firenze, 1995 ISBN 888594325X
- L'Imprescriptible (1986, post.)
- Premières et dernières pages (1994, post.)
- Penser la mort? (1994, post.), Pensare la morte?, introduzione di Enrica Lisciani-Petrini, Raffaello Cortina, Milano 1995 ISBN 8870783154
- Une vie en toutes lettres (1995, post.)
- L'ipseità e il 'quasi-niente', a cura di Gianluca Valle, Chieti, Solfanelli, 2017

### Musica
- Gabriel Fauré, ses mélodies, son esthétique (1938)
- Maurice Ravel (1939, 1956), tr. Laura Lovisetti Fua, Ravel, Arnoldo Mondadori Editore, Milano 1962
- Le nocturne (1942, 1957)
- Debussy et le mystère (1949), a cura di Enrica Lisciani Petrini, tr. Carlo Migliaccio, Debussy e il mistero, Il Mulino, Bologna 1992 ISBN 8815031502
- La rhapsodie, verve et improvisation musicale (1955)
- La musique et l'ineffable (1961), tr. Enrica Lisciani-Petrini, La musica e l'ineffabile,(Tempi moderni)Napoli (1985) Bompiani, Milano 1998 ISBN 8845248542 ISBN 8845236374
- La vie et la mort dans la musique de Debussy (1968)
- De la musique au silence (1974-79)
- La présence lointaine. Albéniz, Séverac, Mompou (1983)
- La Musique et les Heures (1988, post.)
- Liszt: rhapsodie et improvisation (1998, post.)